# Dei Shotaro
Shotaro Dei (sinh ngày 8 tháng 8 năm 1986) là một cầu thủ bóng đá người Nhật Bản.

## Sự nghiệp câu lạc bộ
Shotaro Dei đã từng chơi cho Fagiano Okayama.